# Tarpessita fulgens
Tarpessita fulgens là một loài ruồi trong họ Tachinidae.